# Peoople
Peoople és una aplicació per a mòbil gratuïta disponible per dispositius Android i IOS, desenvolupada el 2013 per David Pena i Gonzalo Recio a Madrid. Aquesta proporciona a l'usuari una recerca mitjançant les recomanacions dels seus coneguts o gent que segueix (tant a altres plataformes o aquesta) D'aquesta manera el resultat de la recerca serà més adient i fidel als mateixos interessos de l'usuari.[1]
El projecte Peoople va engegar l'any 2013 com una empresa derivada, de la Universitat Rey Juan Carlos. Al llarg del temps, el projecte s'ha anat desenvolupant i comercialitzant en una versió totalment mòbil. Fins ara, Peoople ha rebut finançament per un valor de 455.00 euros. I ha pogut obrir una sucursal a Mèxic.

## Creadors
Gonzalo Recio va començar la carrera d'Enginyeria Industrial, però la va abandonar als 19 anys i es va formar en programació a Brussel·les. També ha creat empreses emergents com BFUTC, Boostin i Monkey Balance.

## Altres Projectes
L'empresa ha volgut donar-se més visibilitat hi ha creat uns gifs que es poden trobar a l'aplicació d'Instagram tant a l'apartat d'Instagram stories com a la de missatges directes, buscant a l'apartat de gifs la paraula "peoople". Allà es poden trobar tots els creats per l'empresa.
D'aquests gifs en són protagonistes alguns personatges coneguts de l'àmbit musical, de les xarxes socials… com: María Pombo, Marta Lozano, Teresa Andrés, el grup de música Sweet California, entre d'altres.
Aquests gifs representen algunes situacions o sentiments quotidians. D'aquesta manera els usuaris que els utilitzen es poden sentir identificats.